# Vojskova (Odžak)
Pour les articles homonymes, voir Vojskova.
Vojskova (en cyrillique : Војскова) est un village de Bosnie-Herzégovine. Il est situé dans la municipalité d'Odžak et dans le canton de la Posavina, Fédération de Bosnie-et-Herzégovine.